# Sorbus astateria
Sorbus astateria är en rosväxtart som först beskrevs av Jules Cardot, och fick sitt nu gällande namn av Hand.-mazz.. Sorbus astateria ingår i släktet oxlar, och familjen rosväxter. Inga underarter finns listade i Catalogue of Life.